# Ambermoon
Ambermoon ist ein Rollenspiel der Firma Thalion, welches 1993 für den Amiga erschien. Es ist der Nachfolger von Amberstar und damit der zweite Teil der nicht vollendeten Bernstein-Trilogie (engl. „amber“). Zum Zeitpunkt des Erscheinens des Spiels war die scrollende 3D-Grafik für den Amiga revolutionär.

## Spielprinzip
Der Spieler steuert einen Protagonisten, der weder eine gesetzte Persönlichkeit noch besondere Fähigkeiten hat. Im Laufe des Spiels kann er jedoch verschiedene Berufe erlernen. Kämpfe bilden einen wichtigen Teil des Spiels, viele Herausforderungen lassen sich jedoch auch friedlich bzw. generell mit verschiedenen Ansätzen lösen. Im Laufe der Handlung trifft der Spieler auf verschiedene mögliche Begleiter, die sein Fähigkeitsrepertoire ergänzen.

### Steuerung
Das Spiel wird fast ausschließlich mit der Maus gesteuert. In Konversationen kommt ein Stichwort-System zum Einsatz, bei welchem Themen, die angesprochen werden können, farblich hervorgehoben und anklickbar sind.

## Handlung
20 Jahren nach den Ereignissen von Amberstar kollidiert ein Mond des Planeten Lyramion mit diesem. Die aus dem Vorgänger bekannten Orte Gemstone, Illien, Snakesign und Twinlake werden dadurch zerstört und Naturkatastrophen zersplittern den Kontinent in viele Inseln. Weitere 50 Jahre später steht der Protagonist von Ambermoon am Bett seines sterbenden Großvaters, welcher sich als der Protagonist des Vorgängers herausstellt. Dieser erzählt, dass sein totgeglaubter Gefährte in einem Traum zu ihm gesprochen und vor einer neuen Gefahr für Lyramion gewarnt habe. Also schickt er seinen Enkel auf eine gefahrvolle Reise nach Newlake, wo dieser mit seinem Gefährten reden soll.
Während des Abenteuers bereist der Spieler nicht nur die lyramionischen Inseln, sondern auch die verbleibenden Monde, die jeweils von Wüsten bzw. Wäldern bedeckt sind. Die Spielwelt war für damalige Verhältnisse riesig. Mehrere Reviewer schätzten, dass Spieler drei Monate brauchen würden, um das Spiel durchzuspielen. Man trifft auf viele Nicht-Spieler-Charaktere, von denen fünf als Gefährten in die Gemeinschaft des Spielers aufgenommen werden können.

## Entwicklung
Das Spiel wurde im Wesentlichen ab Anfang 1992 von acht Thalion-Mitarbeitern entwickelt. Dies waren der Story Editor und Game Designer Karsten Köper, der Programmierer Jurie Horneman, die Grafiker Thorsten Mutschall, Monika Krawinkel und Henk Nieburg, der Produzent Erik Simon sowie der Musiker Mathias Steinwachs. Michael Bittner entwickelte als Co-Programmierer die neuartige 3D-Grafik, die fließende Bewegungen in den Dungeons zuließ und damit die Schritt-für-Schritt-Bewegung des Vorgängers Amberstar ablöste.
Köper erstellte zunächst drei Editoren für die wesentlichen Spielinhalte: Einen RPG-Editor für die NPCs, Monster und Gegenstände, sowie einen MAP- und einen LAB-Editor, mit welchen sich die 2D-Karten und die 3D-Labyrinthe erstellen lassen. Mit letzteren wurde die Spielwelt geschaffen, wobei alleine die Hauptwelt Lyramion viermal so groß wie die Spielwelt des Vorgängers ist. Nieburg erstellte den teilweise animierten Vorspann und die Grafiken des Abspanns. Matthias Steinwachs schuf einen Soundtrack mit 37 Titeln.
Ambermoon erschien nur für den Amiga. Eine Portierung auf DOS und Atari ST war geplant, wurde aber nie fertiggestellt.

### Inoffizielle PC-Version
Mit Ambermoon.net ist eine inoffizielle Open-Source-Umsetzung in C# von Ambermoon für Microsoft Windows, Linux und macOS verfügbar. Die Version ist inhaltlich identisch mit der Amiga-Version. Vorhandene Programmfehler wurden beseitigt. Die 3D-Grafik der Dungeons ist höher aufgelöst. Die höhere Performance aktueller PC-Systeme sorgt für minimale Ladezeiten und flüssiges Gameplay. Weitere Versionen für Android, iOS und Raspberry Pi sind geplant.
2023 wurde die Mod Ambermoon-Advanced veröffentlicht. Die Erweiterung der Originalversion ergänzt beispielsweise Immunitäten gegen Zaubersprüche auch für Monster und erweitert das Spiel um zusätzliche Quests.

## Grafik
Die Grafik ist eine Mischung aus isometrischer 2D-Perspektive (Außenwelt und in vielen Gebäuden) und 3D-Ego-Perspektive (Dungeons, manche Gebäude, Städte). Kämpfe erfolgen rundenweise und sind vor einer statischen Kulisse aufwändig animiert (vor allem Zaubersprüche). Um auf leistungsschwächeren Systemen eine flüssige Darstellung zu ermöglichen, konnten die Texturen von Böden und Decken in der 3D-Ansicht ausgeblendet werden.
Die für damalige Verhältnisse sehr gute Grafik, die große Anzahl von Gegnern, Orten und die ungewöhnliche Größe der Spielwelt machten neun Disketten (plus eine Speicherdiskette) notwendig. Ohne Installation auf Festplatte mussten beim Spielen (insbesondere vor den Kampfszenen) viele Diskettenwechsel und dementsprechend lange Ladezeiten in Kauf genommen werden.

## Verweise auf andere Spiele
Kenner der Spiele von Thalion konnten viele Verweise zu anderen Spielen finden. So konnte die Hauptfigur aus Lionheart angeworben werden, ebenso der Hauptgegner aus Amberstar. Durch ein Dimensionstor gelangt man kurz in die Welt des Spiels Dragonflight.

## Rezeption
Ambermoon erhielt seinerseits durchgehend gute Kritiken. Zum Zeitpunkt der Veröffentlichung sei es das wahrscheinlich beste Rollenspiel für den Amiga gewesen. Die Grafik sei beeindruckend und auch die Tonqualität wurde gelobt. Die Spielmechaniken seien durchgehend eine Verbesserung gegenüber dem Durchgänger und auch aus JRPGs (insbesondere der Final-Fantasy-Reihe) seien einige gute Anleihen übernommen worden. Insbesondere die Einführung von Teleporterpunkten, an welche der Spieler jederzeit springen kann, wurde gelobt. Die Handlung habe „Romanqualität“ und sei zudem recht humorvoll. Die Spieltwelt sei riesig und wirke durch die vielen Dialoge mit ansonsten unbedeutenden Statisten lebendiger als in anderen Spielen dieser Ära. Selbst den Vergleich mit der Ultima-Reihe müsse das Spiel nicht scheuen.

### Wertungsspiegel
- Aktueller Software Markt (ASM) 2/1994: 11/12 (sehr gut)[8]
- Amiga Computing 7/1994: 81 %[2]
- Amiga Format 7/1995: 79 %[3]
- Amiga Games 11/1993: 93 % (Spiel des Monats)
- Amiga Joker 11/1993: 85 %[1]
- Amiga-Magazin 12/1993: 10,4/12 (sehr gut)
- Power Play 12/1993: 88 %
- Play Time 12/1993: 93 %
- The One 4/1995: 84 %[9]

### Inoffizieller Nachfolger
Obwohl Ambermoon ein großer Erfolg war, konnte es den Untergang des Entwicklerstudios Thalion nicht verhindern, welches bereits vor Veröffentlichung Insolvenz anmelden musste. Ein Teil des Teams ging zu Blue Byte, wo das grafisch sehr ähnliche Spiel Albion erschien, das daher als inoffizieller Nachfolger gilt.